# Nora Wagener
Nora Wagener (* 21. März 1989 in Luxemburg, Großherzogtum Luxemburg) ist eine luxemburgische Schriftstellerin. Sie schreibt überwiegend auf Deutsch.

## Leben
Wagener studierte Kreatives Schreiben und Kulturjournalismus an der Universität Hildesheim. Ihr erster Roman erschien 2011 beim Verlag Op der Lay. Sie lebt zurzeit als Autorin in Luxemburg. 2015 sollte im Rahmen des 20-jährigen Bestehens des Theaterkollektivs Independent Little Lies ihr erstes Theaterstück inszeniert werden.

## Bücher
- Alle meine Freunde. Éditions guy, Binsfeld 2020. ISBN 978-99959-42-65-6
- D’ Glühschwéngchen, mit Luc Caregari und illustriert von Carlo Schmitz. Bilderbuch. Op der Lay, Luxemburg 2016. ISBN 978-2-87967-214-4
- Larven. Kurze Geschichten. Hydre Éditions, Bridel 2016. ISBN 978-99959-938-3-2
- E. Galaxien. Erzählungen. Conte Verlag, Deutschland 2015. ISBN 978-3-95602-057-5
- Menschenliebe und Vogel, schrei. Roman. Op der Lay, Luxemburg 2011. ISBN 978-2-87967-177-2

## Beiträge in Literaturzeitschriften
- poet nr. 15 (2013)
- manuskripte 203 (2014)
- Streckenlaeufer 31 (2014)

## Beiträge in Anthologien
- 1000 Sätze, die man lesen muss, bevor man stirbt – in Hildesheim (Edition Paechterhaus, 2009)
- Fragment 3793 (Hydre Editions, 2013)
- Manfred Maurers Reise durch den Süden (Ennsthaler Verlag, 2014)
- Hällewull. Anthology of Contemporary Luxembourgian Literature (Vilenica(SLO), 2014)

## Auszeichnungen
- 2017: Prix Servais für Larven (L)
- 2014: Prix Arts et Lettres (Institut grand-ducal (L))
- 2012:
  - Manfred-Maurer-Literaturpreis (A)
  - 1er Prix Concours littéraire national, Catégorie Jeunes (L)
  - Förderpreis des Hans-Bernhard-Schiff-Literaturpreis (D)

## Stipendien
- 2015 Autorenresidenz in Ventspils (Lettland)